# Kukureak, Kărdjali
Kukureak (în bulgară Кукуряк) este un sat în comuna Kirkovo, regiunea Kărdjali,  Bulgaria. 

## Demografie
Componența etnică a satului Kukureak
     Turci (98,59%)
     Nicio identificare (1,4%)
     Altele (0%)
La recensământul din 2011, populația satului Kukureak era de 214 locuitori. Din punct de vedere etnic, majoritatea locuitorilor (98,59%) erau turci. Pentru 1,4% din locuitori nu este cunoscută apartenența etnică.